# Еловский район
Ело́вский райо́н — административный район Пермского края. На территории района образован Еловский муниципальный округ. Административный центр — село Ело́во. Площадь — 1448,67 км². Население — ↘8718 чел. (2023). Национальный состав (2010): русские – 94,9 %, чуваши — 1,7 %.

## География
Еловский район расположен в юго-западной части Пермского края, граничит с Осинским и Чайковским городскими округами, Бардымским и Куединским муниципальными округами, а на севере земли района непосредственно примыкают на протяжении 60 км к Воткинскому водохранилищу. По судовому ходу Воткинского водохранилища район граничит с Частинским районом и с Удмуртской Республикой.
Природные ресурсы
Главным богатством района является лес, месторождения нефти и газа (Малоусинское и Андреевское), кирпичных глин (Еловское, Ново-Еловское, Крестовское), запасы песчано-гравийных смесей, водные биоресурсы Воткинского водохранилища.
В районе распространены дерново-подзолистые почвы тяжёлого механического состава, которые при внесении органических удобрений и травосеянии обеспечивают получение высоких урожаев. 60 % площади района используется в сельском хозяйстве — основной отрасли его зкономики. Направление хозяйства — производство зерна, мяса и молока. На территории района берут начало реки Пизь и Барда.

## История
Село Елово известно с 1646 г. как починок. С конца XVIII в. — волостной центр Осинского уезда Пермской губернии.
4 ноября 1959 года к Еловскому району была присоединена часть территории упразднённого Усинского района.
4 ноября 1965 года Указом Президиума ВС РСФСР был восстановлен ликвидированный ранее Еловский район с центром в селе Елово.

## Население
| 2000    | 2002    | 2005    | 2006    | 2007    | 2008    | 2009    | 2010    | 2011    |
| ------- | ------- | ------- | ------- | ------- | ------- | ------- | ------- | ------- |
| 14 535  | ↘13 121 | ↘12 742 | ↘12 600 | ↘12 400 | ↘12 299 | ↘12 132 | ↘10 743 | ↘10 716 |
| 2012    | 2013    | 2014    | 2015    | 2016    | 2017    | 2018    | 2019    | 2020    |
| ↘10 392 | ↘10 108 | ↘9787   | ↘9534   | ↘9490   | ↘9311   | ↘9185   | ↘8975   | ↘8788   |
| 2021    | 2023    |         |         |         |         |         |         |         |
| ↗8980   | ↘8718   |         |         |         |         |         |         |         |

Средний возраст населения района 33,5 года. Возрастная структура населения не отличается от среднекраевой. Трудоспособное население составляет 51,6 %, моложе трудоспособного возраста 29 %, старше — 19 %.

### Национальный состав
По переписи 2010 года, из 10 743 человек общего населения: русские — 10 194 (94,89 %); чуваши — 181 (1,68 %); татары — 88 (0,82 %); башкиры — 54 (0,5 %); остальных национальностей (украинцы, коми-пермяки, удмурты и прочие) — менее чем по 0,5 %.

## Муниципальное устройство
В рамках организации местного самоуправления на территории района функционирует Еловский муниципальный округ (с 2004 до 2019 гг. — Еловский муниципальный район).

Законом от 10 ноября 2004 года в составе Еловского муниципального района были созданы 8 муниципальных образований со статусом сельского поселения. Законами от 12 сентября 2011 года были упразднены Крюковское и Плишкаринское  сельские поселения, включённые в Еловское сельское поселение, а также Осиновское сельское поселение, включённое в Брюховское сельское поселение.
| № | Наименование                    | Административный центр | Количество населённых пунктов | Население (чел.) |
| - | ------------------------------- | ---------------------- | ----------------------------- | ---------------- |
| 1 | Брюховское сельское поселение   | село Брюхово           | 13                            | ↘1206            |
| 2 | Дубровское сельское поселение   | село Дуброво           | 5                             | ↘847             |
| 3 | Еловское сельское поселение     | село Елово             | 10                            | ↘5895            |
| 4 | Малоусинское сельское поселение | село Малая Уса         | 5                             | ↘294             |
| 5 | Сугановское сельское поселение  | село Суганка           | 6                             | ↘546             |

В 2019 году все сельские поселения вместе со всем Еловским муниципальным районом были упразднены и c переходным периодом до 1 января 2021 года преобразованы путём их объединения в новое муниципальное образование — Еловский муниципальный округ.

## Населённые пункты
В Еловский район входит 38 населённых пунктов.
| №  | Населённый пункт | Тип     | Население | Бывшее сельское поселение |
| -- | ---------------- | ------- | --------- | ------------------------- |
| 1  | Барановка        | деревня | 142       | Еловское                  |
| 2  | Батуи            | деревня | 10        | Брюховское                |
| 3  | Берёзовка        | деревня | 118       | Еловское                  |
| 4  | Большой Кашкалак | деревня | 19        | Малоусинское              |
| 5  | Брюхово          | село    | 377       | Брюховское                |
| 6  | Городище         | деревня | 19        | Брюховское                |
| 7  | Дружная          | деревня | 45        | Брюховское                |
| 8  | Дуброво          | село    | 721       | Дубровское                |
| 9  | Елово            | село    | ↘4844     | Еловское                  |
| 10 | Жуланы           | деревня | 49        | Сугановское               |
| 11 | Зоново           | деревня | 26        | Дубровское                |
| 12 | Калиновка        | село    | 247       | Брюховское                |
| 13 | Кижи             | деревня | ↘50       | Брюховское                |
| 14 | Кресты           | деревня | 125       | Еловское                  |
| 15 | Крюково          | село    | 400       | Еловское                  |
| 16 | Куштомак         | село    | 161       | Сугановское               |
| 17 | Малая Талица     | деревня | 2         | Брюховское                |
| 18 | Малая Уса        | село    | 235       | Малоусинское              |
| 19 | Мичура           | деревня | 205       | Брюховское                |
| 20 | Нижняя Барда     | село    | 124       | Сугановское               |
| 21 | Норочье          | деревня | 34        | Еловское                  |
| 22 | Осиновик         | село    | 254       | Брюховское                |
| 23 | Паньково         | деревня | 32        | Дубровское                |
| 24 | Плишкари         | село    | 393       | Еловское                  |
| 25 | Плишкино         | деревня | 118       | Дубровское                |
| 26 | Прохорята        | деревня | 45        | Брюховское                |
| 27 | Свобода          | деревня | 14        | Малоусинское              |
| 28 | Сивяки           | деревня | 24        | Еловское                  |
| 29 | Сосновка         | деревня | 39        | Брюховское                |
| 30 | Средняя          | деревня | 11        | Брюховское                |
| 31 | Суганка          | село    | 382       | Сугановское               |
| 32 | Тойкино          | деревня | 94        | Еловское                  |
| 33 | Фаор             | посёлок | 296       | Брюховское                |
| 34 | Чулпанышка       | деревня | 11        | Сугановское               |
| 35 | Шубино           | деревня | 80        | Малоусинское              |
| 36 | Шульдиха         | деревня | 263       | Дубровское                |
| 37 | Шумово           | деревня | 137       | Малоусинское              |
| 38 | Ятыш             | деревня | 79        | Сугановское               |

По состоянию на 1 января 1981 года на территории Еловского района находилось всего 43 населённых пункта.

### Упразднённые населённые пункты
- 2008 год — деревня Булында[24].
- 2009 год — деревня Верхняя Барда[25].
- 2025 год — деревня Неволино включена в состав села Елово[26].

## Символика
Флаг Еловского муниципального района был утверждён 8 ноября 2010 года и внесён в Государственный геральдический регистр Российской Федерации с присвоением регистрационного номера 7030.
Описание флага: «Прямоугольное полотнище с соотношением ширины к длине 2:3, разделённое по горизонтали на три неравные части: верхнюю голубую в 1/5, среднюю жёлтую в 3/5 и нижнюю чёрную в 1/5 ширины полотнища и воспроизводящее в центре жёлтой полосы изображение трёх елей из герба района; изображение выполнено в зелёном цвете».

## Экономика
Экономика района относится к аграрному типу. Специализация молочно-зерновая.
С краевым центром район соединён речным и автомобильным транспортными путями.
Приоритетными направлениями развития района являются создание условий для эффективной деятельности агропромышленного комплекса.

## Образование
Сфера образования Еловского района представлена 16 образовательными учреждениями; из 11 школ 3 школы имеют статус средних, 6 основных, 1 начальная школа-сад, 1 вечерняя школа, 1 филиал Осинского профессионально-педагогического колледжа, два детский сада
Новости образования можно узнать на сайте системы образования Еловского района. Архивировано из оригинала 1 августа 2015 года. 

МОУ «Еловская СОШ»

МОУ «Дубровская СОШ» со структурным подразделением детский сад с. Шульдиха

МОУ «Сугановская СОШ»

МОУ «Брюховская ООШ» со структурным подразделением детский сад с. Мичура

МОУ «Еловская ВСОШ»

МОУ ДОД «Центр детского творчества»

МОУ Калиновская ООШ" со структурным подразделением детский сад с. Калиновка

МОУ «Осиновская ООШ» со структурным подразделением детский сад с. Осиновик

МОУ «Малоусинская ООШ» со структурным подразделением детский сад д. Шумово

МОУ «Крюковская ООШ» со структурным подразделением детский сад д. Крюково

МОУ для детей дошкольного и младшего школьного возраста «Начальная школа-детский сад с. Елово»

## Туризм
Территория имеет необходимый потенциал для развития туризма. Популярным местом отдыха является урочище «Три ручья» (ещё одно название «Долина водопадов»), где ежегодно в палаточных лагерях отдыхает более 1000 человек из многих районов и городов Пермского края, а также и из-за его пределов. Река Кама делает район притягательным для любителей рыбной ловли. В 2010 году в с. Елово в заливе реки построена база отдыха «Берендей». С 2009 года в начале июля в с. Елово проводится межрегиональный фестиваль «Еловская рыбка». Программа фестиваля представлена соревнованиями по рыбной ловле, культурно-массовыми и спортивными мероприятиями. Ещё одним летним фестивалем является межрайонный фестиваль «Костры».

## Археология
В 1 км от деревни Сосновка Калиновской с/а на правом берегу реки Становая (левый приток Камы) находится среднепалеолитическое поселение Сосновка III (100—40 тыс. до н. э.).